# Tepuibasis thea
Tepuibasis thea är en trollsländeart som beskrevs av De Marmels 2007. Tepuibasis thea ingår i släktet Tepuibasis och familjen dammflicksländor. Inga underarter finns listade i Catalogue of Life.